# Vulf
Vulf o Volf es una isla, también conocida como «Dash Zira» (azerí: Daş Zirə). La palabra "Zira" se originó de la palabra árabe "Jazīra", que significa "isla". Vulf es pequeña y está deshabitada. Es una de las muchas islas que protegen la bahía de Bakú, en Azerbaiyán.
Esta isla forma parte del archipiélago de Bakú, que consta de las siguientes islas: Zira Boyuk, Zira Dash, Kichik Zira (Qom o la Isla de arena), Zenbil, Sangi-Mugan, Chikil, Qara Su, Khara Zira, Gil, Ignat Dash y algunas más pequeños.
Vulf tiene una superficie de aproximadamente 1 km² (24,711 acres). Las aguas que rodean Vulf son muy poco profundas. Hay muy poca vegetación, debido a la contaminación por hidrocarburos, así como muchos otros factores.
La fauna incluye focas del Caspio, el esturión, y numerosos tipos de aves como patos, gaviotas, somormujos que se pueden encontrar en la isla y sus alrededores.